# Vargtass
Vargtass är en grogg bestående av vodka och lingondricka. Ibland läggs lite lingon, rårörda lingon eller lingonsylt i botten av glaset.  Det finns varianter med tranbär, slånbär eller aroniabär istället för lingon.
Vargtass förknippas främst med norra delarna av Sverige och Finland.